# Flexicrurum
Flexicrurum là một chi nhện trong họ Ochyroceratidae.